# San Pancrazio fuori le mura (titolo cardinalizio)
San Pancrazio fuori le mura (in latino: Titulus Sancti Pancratii) è un titolo cardinalizio istituito da papa Leone X il 6 luglio 1517. Il 28 febbraio 1550 papa Giulio III lo unì a quello di San Clemente, creando il titolo dei Santi Clemente e Pancrazio, ma, il 4 dicembre 1551, li separò nuovamente. Il titolo insiste sulla basilica di San Pancrazio.
Dal 24 marzo 2006 il titolare è il cardinale Antonio Cañizares Llovera, arcivescovo emerito di Valencia.

## Titolari
Si omettono i periodi di titolo vacante non superiori ai 2 anni o non storicamente accertati.
- Ferdinando Ponzetti (6 luglio 1517 - 9 settembre 1527 deceduto)
- Francesco Corner (27 aprile 1528 - 27 aprile 1534 nominato cardinale presbitero di Santa Cecilia)
  - Titolo vacante (1534 - 1537)
- Gian Pietro Carafa (15 gennaio 1537 - 24 settembre 1537 nominato cardinale presbitero di San Sisto)
  - Titolo vacante (1537 - 1545)
- Federico Cesi (9 gennaio 1545 - 28 febbraio 1550 nominato cardinale presbitero di Santa Prisca)
- Juan Álvarez y Alva de Toledo, O.P. (28 febbraio 1550 - 20 novembre 1553 nominato cardinale presbitero di Santa Maria in Trastevere)
- Miguel da Silva (29 novembre 1553 - 11 dicembre 1553 nominato cardinale presbitero di Santa Maria in Trastevere)
  - Titolo vacante (1553 - 1556)
- Giovanni Antonio Capizucchi (13 gennaio 1556 - 6 luglio 1562 nominato cardinale presbitero di Santa Croce in Gerusalemme)
- Bernardo Navagero (6 luglio 1562 - 31 agosto 1562 dimesso)
- Stanislaw Hosius (o Hoe, o Hosz) (31 agosto 1562 - 4 settembre 1565 nominato cardinale presbitero di Santa Sabina)
- Simone Pasqua (4 settembre 1565 - 5 settembre 1565 deceduto)
- Tolomeo Gallio (7 settembre 1565 - 14 maggio 1568 nominato cardinale presbitero pro hac vice di Sant'Agata alla Suburra)
- Gianpaolo della Chiesa (14 maggio 1568 - 11 gennaio 1575 deceduto)
  - Titolo vacante (1575 - 1585)
- Ippolito Aldobrandini (18 dicembre 1585 - 30 gennaio 1592 eletto papa con il nome di Clemente VIII)
- Girolamo Mattei (9 marzo 1592 - 8 dicembre 1603 deceduto)
- Pietro Aldobrandini (14 giugno 1604 - 1º giugno 1605 nominato cardinale presbitero dei Santi Giovanni e Paolo)
- Domenico Ginnasi (20 giugno 1605 - 30 gennaio 1606 nominato cardinale presbitero dei Santi XII Apostoli)
- Ludovico de Torres (19 dicembre 1606 - 8 luglio 1609 deceduto)
  - Titolo vacante (1609 - 1617)
- Gabriel Trejo y Paniagua (2 giugno 1617 - 29 novembre 1621 nominato cardinale presbitero di San Bartolomeo all'Isola)
- Cosimo de Torres (20 marzo 1623 - 1º luglio 1641 nominato cardinale presbitero di Santa Maria in Trastevere)
- Gaspare Mattei (14 dicembre 1643 - 28 settembre 1648 nominato cardinale presbitero di Santa Cecilia)
  - Titolo vacante (1648 - 1653)
- Francesco Maidalchini, diaconia pro illa vice (5 maggio 1653 - 23 marzo 1654 nominato cardinale diacono di Santa Maria in Portico)
- Carlo Gualterio, diaconia pro illa vice (23 marzo 1654 - 14 novembre 1667 nominato cardinale diacono di Sant'Angelo in Pescheria)
  - Titolo vacante (1667 - 1670)
- Giacomo Franzoni (14 maggio 1670 - 27 febbraio 1673 nominato cardinale presbitero di Santa Maria in Ara Coeli)
- Pietro Vidoni (13 marzo 1673 - 5 gennaio 1681 deceduto)
- Antonio Pignatelli (22 settembre 1681 - 12 luglio 1691 eletto papa con il nome di Innocenzo XII)
- Bandino Panciatichi (8 agosto 1691 - 19 febbraio 1710 nominato cardinale presbitero di Santa Prassede)
  - Titolo vacante (1710 - 1721)
- Hugo Damian von Schönborn-Buchheim (10 settembre 1721 - 23 dicembre 1726 nominato cardinale presbitero di Santa Maria della Pace)
- Vincenzo Lodovico Gotti, O.P. (14 giugno 1728 - 26 settembre 1738 nominato cardinale presbitero di San Sisto)
  - Titolo vacante (1738 - 1743)
- Gioacchino Besozzi, O.Cist. (23 settembre 1743 - 7 dicembre 1744 nominato cardinale presbitero di Santa Croce in Gerusalemme)
- Federico Marcello Lante Montefeltro Della Rovere (5 aprile 1745 - 9 aprile 1753 nominato cardinale presbitero di San Silvestro in Capite)
- Giuseppe Maria Feroni (10 dicembre 1753 - 17 dicembre 1764 nominato cardinale presbitero di Santa Cecilia)
  - Titolo vacante (1764 - 1824)
- Giovanni Battista Bussi (24 maggio 1824 - 31 gennaio 1844 deceduto)
  - Titolo vacante (1844 - 1848)
- Carlo Vizzardelli (20 gennaio 1848 - 24 maggio 1851 deceduto)
- Clément Villecourt (20 dicembre 1855 - 17 gennaio 1867 deceduto)
- Josip Mihalović (25 giugno 1877 - 19 febbraio 1891 deceduto)
- Francesco Ricci Paracciani  (1º giugno 1891 - 9 marzo 1894 deceduto)
- Achille Manara (2 dicembre 1895 - 15 febbraio 1906 deceduto)
- Aristide Rinaldini (19 dicembre 1907 - 11 febbraio 1920 deceduto)
- Giovanni Vincenzo Bonzano (14 dicembre 1922 - 18 dicembre 1924 nominato cardinale presbitero di Santa Susanna)
  - Titolo vacante (1924 - 1927)
- Lorenzo Lauri (23 giugno 1927 - 8 ottobre 1941 deceduto)
  - Titolo vacante (1941 - 1946)
- Carlos Carmelo de Vasconcelos Motta (22 febbraio 1946 - 18 settembre 1982 deceduto)
- José Alí Lebrún Moratinos (2 febbraio 1983 - 21 febbraio 2001 deceduto)
  - Titolo vacante (2001 - 2006)
- Antonio Cañizares Llovera, 24 marzo 2006